# Luc Govaerts
Luc Govaerts (Brecht, 15 januari 1959) is een Belgisch voormalig professioneel wielrenner. Hij reed voor onder meer Lotto-Merckx. Hij werd in 1981 Belgisch kampioen ploegkoers bij de amateurs, samen met Robert Hendrickx.

## Belangrijkste overwinningen
1981
- Belgisch kampioen ploegkoers, Amateurs (met Robert Hendrickx)

1984
- 10e etappe Herald Sun Tour

1985
- Schaal Sels

1987
- Eindklassement Circuit Franco-Belge

1990
- Omloop van het Waasland

## Resultaten in voornaamste wedstrijden
| Jaar | Ronde van Italië | Ronde van Frankrijk | Ronde van Spanje |
| ---- | ---------------- | ------------------- | ---------------- |
| 1982 |                  |                     |                  |
| 1983 |                  |                     |                  |
| 1984 |                  | 109e                |                  |
| 1988 |                  |                     |                  |

| Jaar | Gent-Wevelgem | Amstel Gold Race | Luik-Bast.‑Luik | Brabantse Pijl |
| ---- | ------------- | ---------------- | --------------- | -------------- |
| 1982 |               |                  |                 | 8e             |
| 1983 |               | 57e              | 37e             |                |
| 1984 | 35e           |                  |                 |                |
| 1988 | 54e           |                  |                 |                |